# Gibson Les Paul
La Gibson Les Paul [ɡi.bsɔn lɛs pɔl] ou LP est une guitare électrique de type « caisse pleine » (solid body) fabriquée aux États-Unis par la firme américaine Gibson Guitar Corporation. La marque  Epiphone, filiale de Gibson, propose un modèle similaire portant le nom "Les Paul", fabriqué dans d'autres pays (au Japon, puis en Corée et, depuis 2004, principalement en Chine).
C'est en 1952 que le premier modèle de guitare Les Paul sort de l'usine Gibson à Kalamazoo. Cette guitare doit son nom à la collaboration commerciale de Gibson avec le musicien, très en vogue à ce moment-là, Lester William Polfus, connu sous le nom de Les Paul.
Elle est déclinée en plusieurs modèles et appellations qui ont pour certains un design différent du modèle original.
Après bien des avatars et une interruption de sa fabrication de 1961 à 1967, en raison d’un manque d’intérêt commercial du modèle le menant à son évolution vers la SG, la Les Paul est devenue un grand classique de guitare électrique, probablement la plus représentative de la marque.

## Construction
Comme il existe de nombreux modèles différents, cette section se limite à la description des caractéristiques communes de construction. On peut consulter le paragraphe consacré aux principaux modèles pour un complément d'informations.
La forme, élevée au rang d'icône est bien connue du plus grand nombre. Cette forme est directement issue de la lutherie guitare très traditionnelle de Gibson, bien que le corps, muni d'une seule échancrure facilitant l'accès aux notes aiguës, soit d'une taille beaucoup plus petite que les guitares à « caisse creuse » (hollow body) de la marque.
La caisse pleine est fabriquée dans une ou plusieurs pièces d'acajou, avec une table rapportée, constituée de deux ou trois pièces d'érable pour le modèle  « Standard », de 25 mm d'épaisseur environ, collées et sculptées pour donner un galbe rappelant celui des archtops, puis un vernis, souvent translucide. Les modèles « Custom » ont, selon les périodes, un corps galbé tout en acajou, ou une table rapportée en acajou, ou en érable. Les corps des autres modèles plus économiques sont constitués d'un ou de deux blocs d'acajou sans galbe.
Le manche est en acajou généralement d'une seule pièce, mais certains modèles ont un manche constitué de trois pièces collées dans le sens longitudinal, généralement en érable. Il est collé à la caisse selon la technique tenon-mortaise dont la forme et les proportions varient dans le temps, le but étant d'obtenir l'assemblage suffisamment solidaire. Il est pourvu d'un système intégré, le truss rod servant à éviter les déformations, en compensant la tension des cordes. L'accès au truss rod se trouve sous une petite plaque (cache truss rod) vissée sur la tête du manche et qui, pour certains modèles, porte le nom de la guitare. La touche, le plus souvent en palissandre ou en ébène, bordée d'un filet (binding) blanc-crème (sauf sur certains modèles économiques), est munie de 22 frettes et de repères incrustés en nacre, ou le plus souvent en matière plastique imitant celle-ci. La forme des incrustations varie en fonction des modèles. Le diapason est (hors exceptions) de 24 ³⁄₄ pouces.
L'accastillage et les accessoires varient, sur certains modèles, au niveau du chevalet, du cordier ou encore du nombre de micros et de la présence ou non d'une plaque de protection, le pickguard.

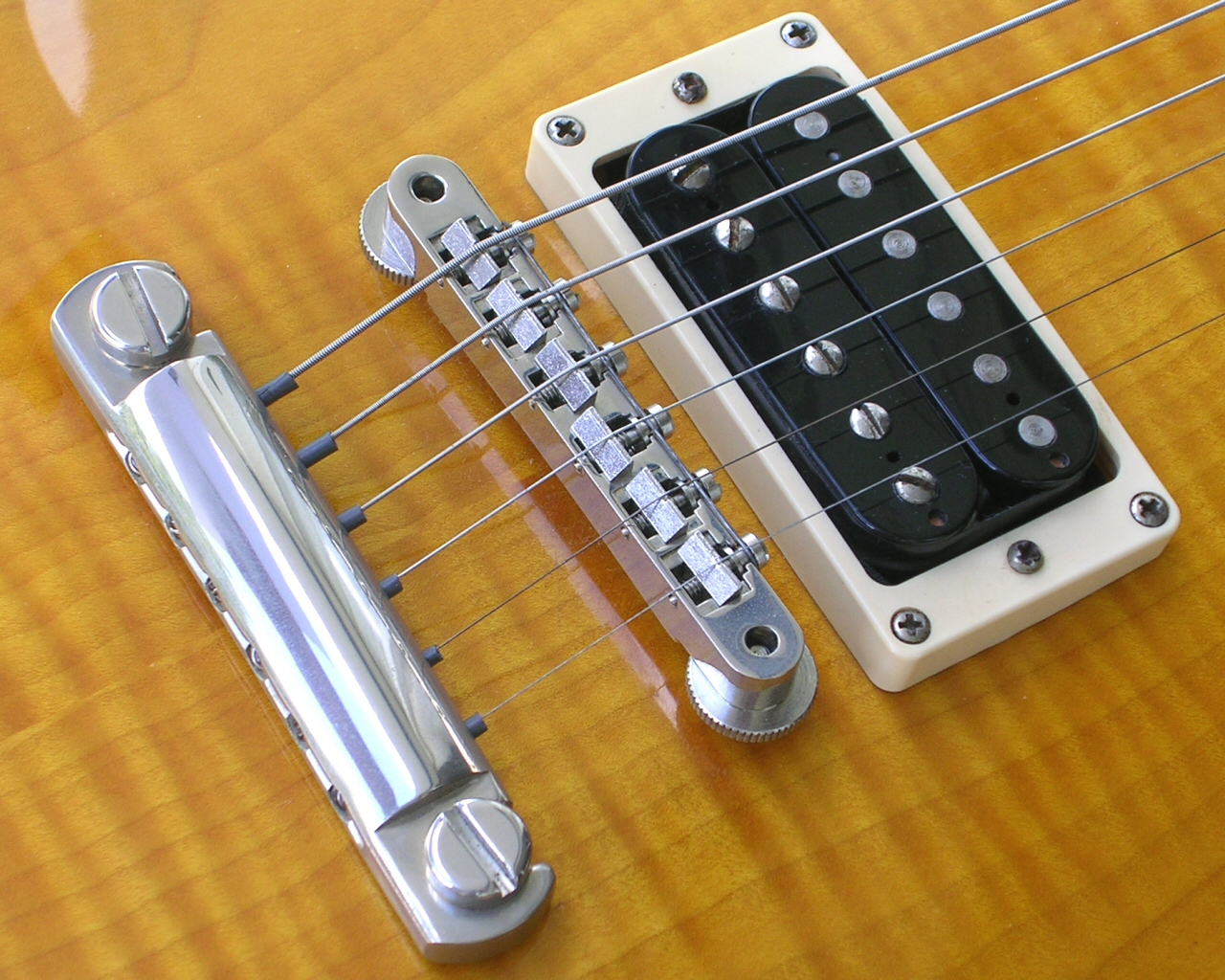
Chevalet Tune-o-matic.

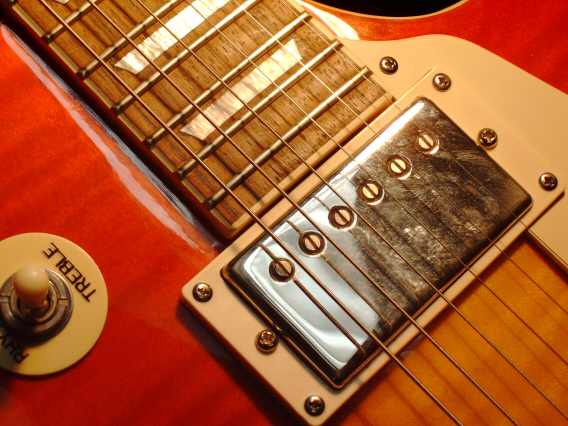
Zoom sur le humbucker et les dernières frettes du manche d'une Les Paul Standard.

Les modèles « Custom » (en 1954) puis « Standard » (fin 1955) sont équipés d'un chevalet, breveté par Ted McCarty, le Tune-o-matic. Accouplé au cordier Stop-bar, il permet de régler l'action des cordes sur le manche et de faire un réglage très précis de la longueur vibrante de chaque corde (compensation), l'ensemble étant fixé directement dans la table de la guitare à l'aide de vis. Le pickguard, de forme plutôt triangulaire est traditionnellement blanc-crème sur les « Standard » et noir sur les « Custom ». Cette plaque est maintenue au-dessus de la table par une vis et une petite pièce en forme d'équerre fixée sur le côté du corps à la manière des guitares de jazz de la marque. Les mécaniques disposées en deux rangées de trois de chaque côté de la tête de manche, sont du type Kluson avec des boutons caractéristiques en forme de « tulipe » ou du type Grover à bain d'huile.
La plupart des modèles sont équipés de deux micros de type single coil P-90 ou humbucker, positionnés dans des cavités prévues à cet effet, un à l'extrémité de la touche et l'autre près du chevalet. Un sélecteur (switch) à trois positions, permettant de choisir l'un ou l'autre micro ou les deux en parallèle, se trouve positionné dans la partie supérieure gauche du corps. Il y a traditionnellement à la base du sélecteur une plaque ronde en plastique blanc-crème ou noir portant les mentions Rhythm pour le « micro manche » et Treble pour le « micro chevalet » (surnommée « poker chip », « jeton de poker » en français). On accède au logement de ce sélecteur en enlevant la plaque ronde qui masque la cavité au dos du corps. Quatre boutons de potentiomètres de réglage — un de volume et un de tonalité grave/aigu pour chaque micro — sont situés sur la partie inférieure droite du corps. Au cours des années de production de la Les Paul, Gibson utilise des boutons de formes différentes en fonction des goûts du moment. On accède au logement des potentiomètres et du câblage de la guitare, comme pour le sélecteur, en enlevant la plaque qui masque la cavité prévue à cet effet. La sortie, une prise Jack fixée sur une plaque carrée blanc-crème ou noire, est située sur le côté inférieur droit du corps à proximité des boutons de réglage.
Comme la plupart des instruments Gibson, la finition des guitares Les Paul est faite avec un vernis nitrocellulosique appliqué en plusieurs couches, la dernière étant polie et lustrée.

## Les origines

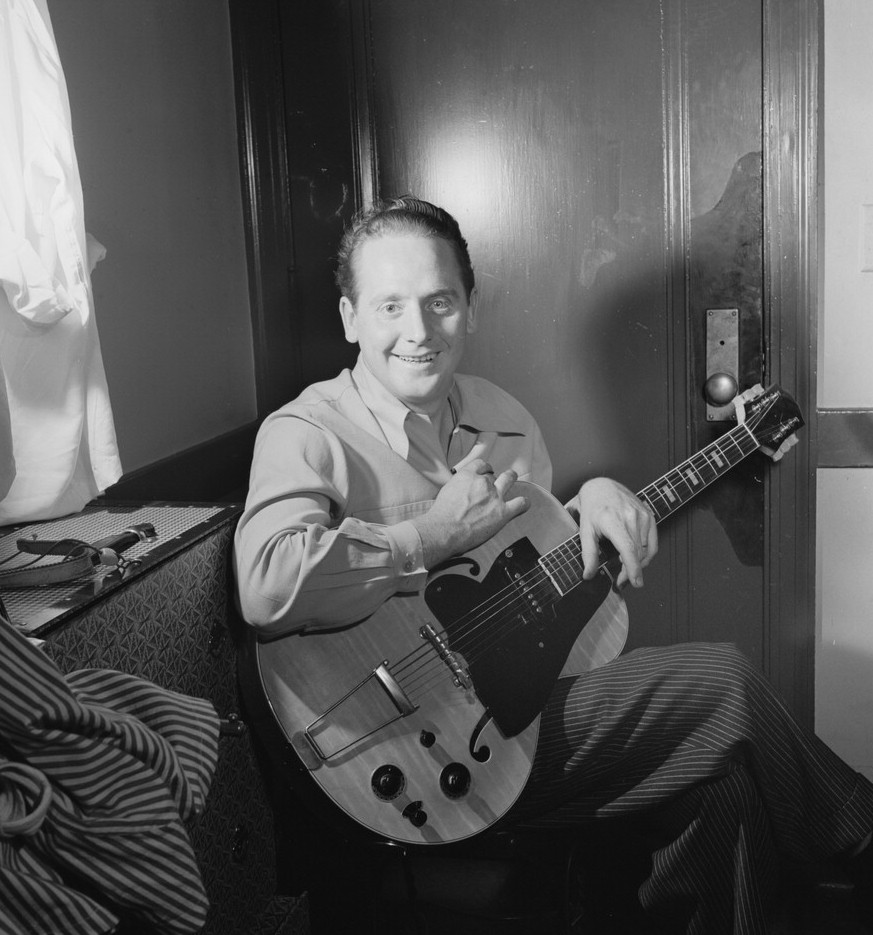
Les Paul avec une Epiphone Brodway de 1942

À la fin des années 1940, Gibson, qui a largement contribué à l'effort de guerre, a quelques difficultés à reprendre la pleine production de guitares dignes de son statut. Ted McCarty, nommé à la tête de l'entreprise en 1950, cherche de nouveaux débouchés. Dans le même temps, sur la Côte Ouest, une petite entreprise, Fender, commence à faire parler d'elle avec des guitares « révolutionnaires ».  « Des planches et sûrement pas de la lutherie » selon Gibson, qui au début regarde cela avec un certain mépris. Mais les « planches », qui sont en fait des Telecaster, plaisent de plus en plus.
Quelques années auparavant, Les Paul, qui en plus d'être un musicien est aussi un inventeur curieux de tout, s'est intéressé à l'idée d'une guitare dont la caisse serait partiellement en bois plein, dans le but de résoudre les problèmes de Larsen. Il bricole un prototype « the log » (« la bûche ») qu'il propose, vers 1946, à Maurice Berlin, président de la compagnie CMI qui a racheté Gibson en 1944. Ce dernier lui aurait été répondu « ce n'est rien d'autre qu'un manche à balai avec un micro dessus » et la proposition resta sans suite dans un premier temps.
Pour faire face au succès grandissant de Fender, McCarty décide finalement que Gibson se doit de produire son propre modèle « solid body ». Mais pas n'importe quel solid body : une « guitare qui ressemble à une guitare », fabriquée dans le respect des règles de la lutherie, et se démarquant des modèles Fender. En particulier, la table doit être galbée, l'associant visuellement à la tradition des « archtop » dont Gibson s'est fait une spécialité, tout en sachant que Fender ne dispose pas de machines spécifiques capables de réaliser ce type d'usinage sur les tables.
Dès 1951, McCarty montre un premier prototype à Paul, à l'époque le guitariste le plus en vue aux États-Unis, pour lui proposer un arrangement commercial. Paul accepte tout en demandant que certaines modifications soient effectuées sur ce prototype. Nul ne sait dire avec précision le degré d'implication de Paul dans l'élaboration de la guitare à venir. Ce que disent Paul et McCarty à ce sujet diffère sensiblement. En fait, ce qui semble acquis, est une certaine implication de Les Paul dans la mise au point du combiné chevalet-cordier en trapèze que l'on peut voir sur les tout  premiers modèles commercialisés (cet équipement breveté lui est crédité, ce qui permet de lui verser des royalties, mais il est remplacé dès fin 1953), et peut-être le choix des couleurs (noire pour le modèle Custom, et métallisé vaguement or pour la Regular ou Les Paul Model jusqu'en 1957). Il est décidé de peindre la table, selon Ted Mc Carty, afin de masquer la structure du corps à la concurrence. Cependant, la même peinture étant appliquée sur la ES-295 lancée la même année, la paternité de Les Paul quant au choix de la couleur n'est pas avérée. Ainsi la guitare, qui devient la « Goldtop », voit le jour.

## Commercialisation
La guitare est commercialisée en 1952. Les premiers modèles sont équipés du chevalet-cordier crédité à Les Paul. Il est fixé à l'extrémité de la caisse par deux tiges métalliques (cordier trapézoïdal), à la manière des guitares jazz. Les premiers modèles de la guitare sont malheureusement « injouables » en raison d'un angle insuffisant entre le corps et le manche. Pour éviter de mettre au rebut les premiers exemplaires fabriqués, il est décidé de faire passer les cordes sous le cordier plutôt qu'au-dessus. Le problème est en partie résolu, mais il devient alors impossible d'étouffer les cordes avec la paume de la main, et de jouer staccato avec la main droite. D'autre part, l'angle insuffisant du manche rend la pression d'appui du chevalet sur la table insuffisant. À partir de 1953, un chevalet-cordier stop-bar dessiné par Mac Carty est vissé directement dans la table en remplacement du chevalet-cordier trapèze, résolvant ce problème. Puis l'angle du manche est augmenté, début 1954, améliorant les possibilités de réglage et la sonorité.
Les micros des premiers modèles sont les P-90 de la marque, dans leur version soap bar de couleur crème (nommés ainsi en raison de leur ressemblance avec un pain de savon).
Bien que le succès n'est pas exceptionnel, les ventes sont satisfaisantes en comparaison des autres modèles de la marque.

## Premières évolutions

### Les Paul Custom

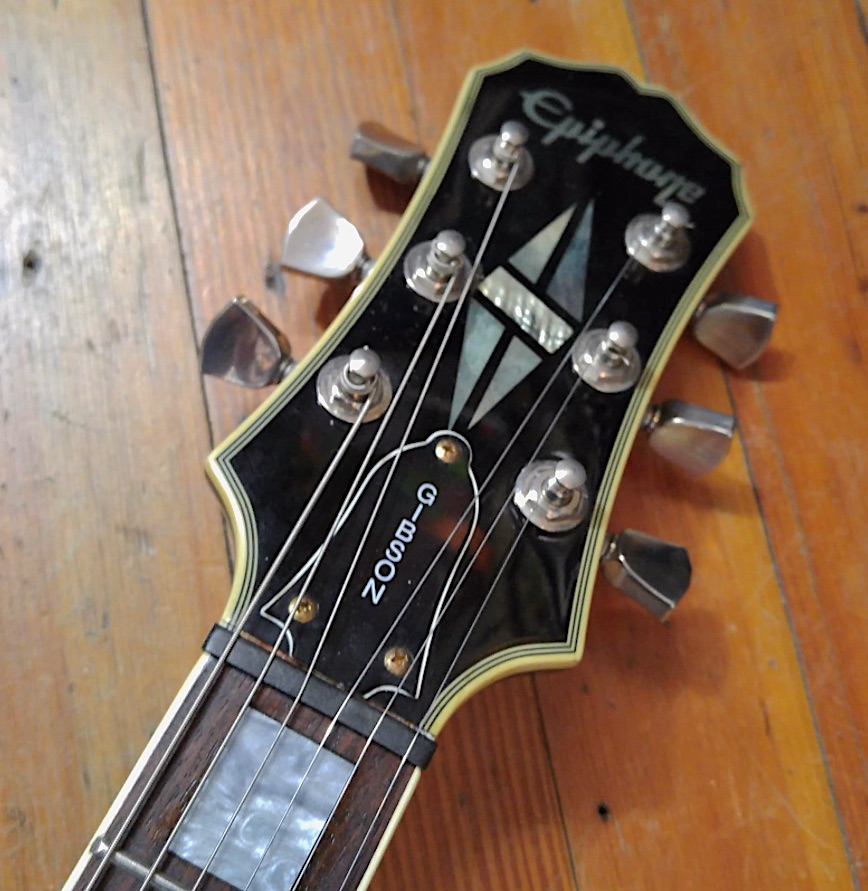
Epiphone Gibson - Tête des guitares Les Paul Custom 1989-1995.

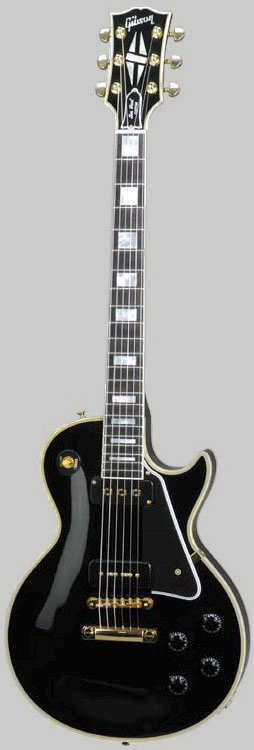
Les Paul Custom 1954.

Sortie en 1954, La Custom est la version haut de gamme sur laquelle sont apparues les premières améliorations. Ce modèle constitue depuis la version luxueuse dans le catalogue Gibson (puis chez Epiphone).
Dans le début des années 1950, la clientèle Gibson est essentiellement composée de guitaristes de jazz. Pour toucher une clientèle plus large, McCarty décide d'étoffer la gamme Solid body en proposant dès 1954 un modèle « Custom » plus luxueux que le modèle « goldtop », il est censé mieux correspondre à une clientèle aux goûts classiques.
Ce nouveau modèle est équipé de deux micros différents, un micro P-90 près du chevalet et un P-480 surnommé « Alnico » (rappelant l'alliage dans lequel sont réalisés les aimants), ou "staple" (les plots ont une forme d'agrafe), près du manche. Ce micro reste peu de temps au catalogue car son niveau de sortie élevé fait saturer l'amplificateur assez rapidement, ce qui n'est pas souhaité par les musiciens de l'époque. L'ensemble du corps, bordé de filets multi-plis sur la face et sur le dos, est réalisé d'une pièce en acajou, délivrant en principe un son plus velouté. La touche en ébène, bordée d'un binding crème est ornée de blocs rectangulaires nacrés. Un motif appelé « diamant éclaté », constitué de cinq incrustations de nacre placées sous le logo Gibson, décore la tête, à l'image de la Super 400, modèle phare de la marque depuis les années 1930. Les pièces métalliques visibles sont dorées.
La « Les Paul Custom » inaugure un nouveau dispositif de chevalet, le Tune-O-Matic mis au point par Ted Mac Carty. Ce chevalet, permettant un réglage individuel de l'intonation de chaque corde est placé en complément du chevalet stop bar. Cette association chevalet plus cordier devient la norme utilisée sur les Les Paul.
En 1957, la Custom reçoit le nouveau micro Humbucker conçu par Seth Lover, permettant de réduire considérablement le « souffle » produit par les micros à simple bobinage. Ces bruits parasites proviennent de la présence de perturbations électromagnétiques liées aux alimentations électriques à proximité comme les éclairages, phénomène fréquent sur les scènes musicales. Le modèle est proposé équipé de trois micros, certaines commandes spéciales ne comportent que deux micros.
Lors de son retour au catalogue de 1968, la Custom n'est plus seulement livrée en finition noire (EB = ebony = noir), mais dans trois autres couleurs (SB = sunburt, WR = Wine red = Bordeaux, AW = Alpine white). Elle est plus tard proposée équipée de 3 micros Humbucker. Elle peut également recevoir un vibrato Bigsby.
Gibson fait produire sa Les Paul Custom, similaire au modèle 1958 avec corps sans table rapportée (généralement en aulne pour ces productions), et deux ou trois micros Humbuckers, sur Epiphone de 1973 à 1988 au Japon, et de 1989 à 2012 en Corée, date où elle est remplacée par la Les Paul Pro fabriquée dans une nouvelle usine en Chine.

### Les Paul Junior et Special
Introduit également, en 1954, un modèle économique, présenté comme destiné aux débutants (une version dite "3/4" est de plus proposée aux plus jeunes avec un diapason de 22 ³⁄₄ pouces) entre au catalogue sous l'appellation  « Les Paul Junior ». Dans un souci d'économie, ce modèle reprend la ligne générale de ses ainées mais est largement simplifié. Le corps est constitué d'une planche en acajou sans table galbée rapportée, tous les filets entourant le corps et le manche sont supprimés et les repères de touche sont de simples points en perloid. La jonction du manche et du corps n'est pas affleurante dans l'échancrure. Un seul micro P-90 en version dog ear (pour « oreille de chien ») positionné près du chevalet est piloté par deux potentiomètres, un volume et une tonalité. Le chevalet est un simple cordier stop-bar et le logo de la marque est peint sur la tête en lieu et place d'une pièce de nacre incrustée .
L'année suivante, le modèle "Les Paul special" vient compléter la gamme. Il reprend la silhouette de la Junior, mais avec la même électronique que la "Goldtop" (avec deux micros P-90 en version "soap-bar"), une touche bordée d'un filet, et le logo en nacre.

### Dernière évolutions avant un abandon temporaire
Durant les années suivantes, Gibson fait évoluer ses modèles, tant en ce qui concerne les micros que les accessoires. Il n'y a pas de véritables bouleversements. En 1958, La firme achète un lot d'érable figuré intéressant, et il est décidé d'abandonner la peinture dorée de la « Standard », au profit d'un vernis transparent  sur une finition dégradée (Sunburst) jaune, rouge cerise et éventuellement brun, laissant apparaitre les flammes de la table en érable, dans le plus pur esprit du savoir-faire de la marque sur ses modèles à caisse creuse (hollowbody). Ceci peut sembler anodin, mais on sait quelle importance cela a pris par la suite dans le monde des collectionneurs,.
Malgré tous ces efforts, et alors que le marché de la guitare électrique commence à vraiment devenir important, la Les Paul se vend de moins en moins bien, subissant la forte concurrence des autres marques mais aussi de certains des modèles de Gibson, notamment la ES-335 apparue en 1958 et qui par sa polyvalence séduit beaucoup plus de musiciens. Pour faire face au déclin du modèle, fin 1960, Gibson décide d'arrêter la production de la Les Paul dans son premier concept au profit d'une gamme d'instruments complètement renouvelée, les guitares SG (Solid Guitar) qui continueront d'arborer la dénomination Les Paul jusqu'en 1963.

### Notoriété
Dans la deuxième moitié des années 1960, les Les Paul standard et custom commencent à être recherchées par les guitaristes alors qu'elles ne sont plus fabriquées. En effet, au début des années 1960, la musique issue du rock 'n' roll, du blues, a littéralement « explosé »  dans le monde occidental. Des grands groupes comme les Beatles, les Rolling Stones et Led Zeppelin contribuent largement à cet extraordinaire engouement. Dans le même temps, les formes d'expression musicale évoluent et se diversifient. On utilise des systèmes d'amplification de plus en plus puissants. Les guitares sont branchées sur des amplificateurs à lampes souvent réglés à pleine puissance, produisant des sons plus saturés, et dans ce domaine, la Les Paul, dans les mains de Mike Bloomfield ou d'Eric Clapton, est intrinsèquement championne, en particulier pour la pratique du solo, grâce à une longueur de note (sustain) exceptionnelle, mais une attaque préservée malgré le gain élevé. Cela plait énormément, beaucoup de guitaristes souhaitent avoir ce son et recherchent ces fameuses guitares, en particulier les finitions sunburst dont la table en érable ondé est très décorative. C'est à ce moment que les prix des « vieilles » Les Paul commencent à monter très sensiblement. Les guitaristes qui peuvent se le permettre n'hésitent pas à dépenser plusieurs fois le prix d'une guitare neuve pour acquérir l'objet convoité.
En 1968, Gibson, conscient de cette situation et souvent sollicité, décide de relancer la production des Les Paul. Tout d'abord deux modèles : un modèle « Custom » peint en noir avec deux micros humbucker et un modèle « Standard » en présentation Goldtop avec deux micros P-90 (une sorte de retour aux sources). Depuis cette reprise et jusqu'à maintenant, la production n'a plus jamais cessé ; au contraire, Gibson au fil des années sort une grande quantité de nouveaux modèles. En comptant toutes les variantes, toutes les options, on doit aboutir à un total dépassant la centaine de modèles différents, certains dignes du plus vif intérêt, d'autres ne répondant qu'à des critères de marketing (mercatique). Ce qui semble évident, c'est que la Les Paul tient depuis longtemps une position qui perdure, de modèle phare de la marque.

## Principaux modèles et variantes
Les Paul Model dit Goldtopde 1952 à 1958, c'est la première Les Paul. D'abord équipée d'un chevalet-cordier trapèze vite remplacé par un combiné chevalet-cordier Wrap-over solidement fixé sur la table et 2 micros Single coil P-90. À partir de 1955 elle se voit dotée d'un chevalet Tune-o-matic et un cordier Stop-bar séparé. En 1957, les P-90 sont remplacés par des humbuckers.
Custom dit Black Beauty ou Fretless WonderDe 1954 à 1960, version luxe toute noire avec un accastillage doré, le corps est fait d'un seul bloc d'acajou, deux micros Single coil (1 P-90 et un P-480 dit "Alnico") remplacés en 1957 par trois humbuckers PAF. Le surnom de « Fretless Wonder » est trompeur car la guitare n'est pas dépourvue de frettes, mais celles-ci sont simplement moins proéminentes que sur les autres modèles.
JuniorDe 1954 à 1960, modèle « économique » à corps plat, une seule échancrure jusqu'en 1958 puis double échancrure de 1958 à 1960, Pickguard vissé sur le corps, chevalet-cordier combiné Wrap-over, 1 micro Single coil Dog-ear P-90. Ce modèle (comme la Special), est proposé aux jeunes et débutants en version 3/4 de 1956 à 1959,.
TVDe 1955 à 1959. C'est une Les Paul Junior de couleur beige (Gibson utilise le terme "acajou blanchi"). Son nom fait référence aux nombreux shows télévisés réalisés par Les Paul et Mary Ford à l'époque. Elle prit le nom "SG TV" à la fin de 1959, et l’inscription "Les Paul TV" disparait de la tête au même moment, sans que le modèle ne subisse d'autre modification.
SpecialDe 1955 à 1959, c'est une version de la junior et de la TV, plus sophistiquée avec deux micros Single coil P-90, un nouveau dessin de la plaque de protection et un manche bordé (Binding). À la fin de 1959, le modèle est rebaptisé "SG Special" bien que conservant sa forme.
Standard Sunburst ou plus simplement "Burst"De 1958 à 1960, identique à la Goldtop de 1957 mais la peinture dorée est remplacée par une finition couleur Sunburst . Ce sont les modèles les plus convoités. La plupart sont maintenant dans des coffres de collectionneurs.
GoldtopC'est la teinte « or » réalisée à base vernis mélangé à de la poudre de bronze. Les toutes premières Les Paul (1952) ont la table peinte de cette couleur, on peut noter que de très rares exemplaires ont le corps et le manche entièrement recouverts de cette peinture or. Une des raisons invoquées dans l'utilisation de cette peinture est que cela permet de masquer aux concurrents l'innovation qu'est la table en érable rapportée. Au fil des années, cette teinte est reprise pour certaines variantes allant du modèle de série aux modèles « Reissue » produits avec grand soin par le Gibson Custom Shop.

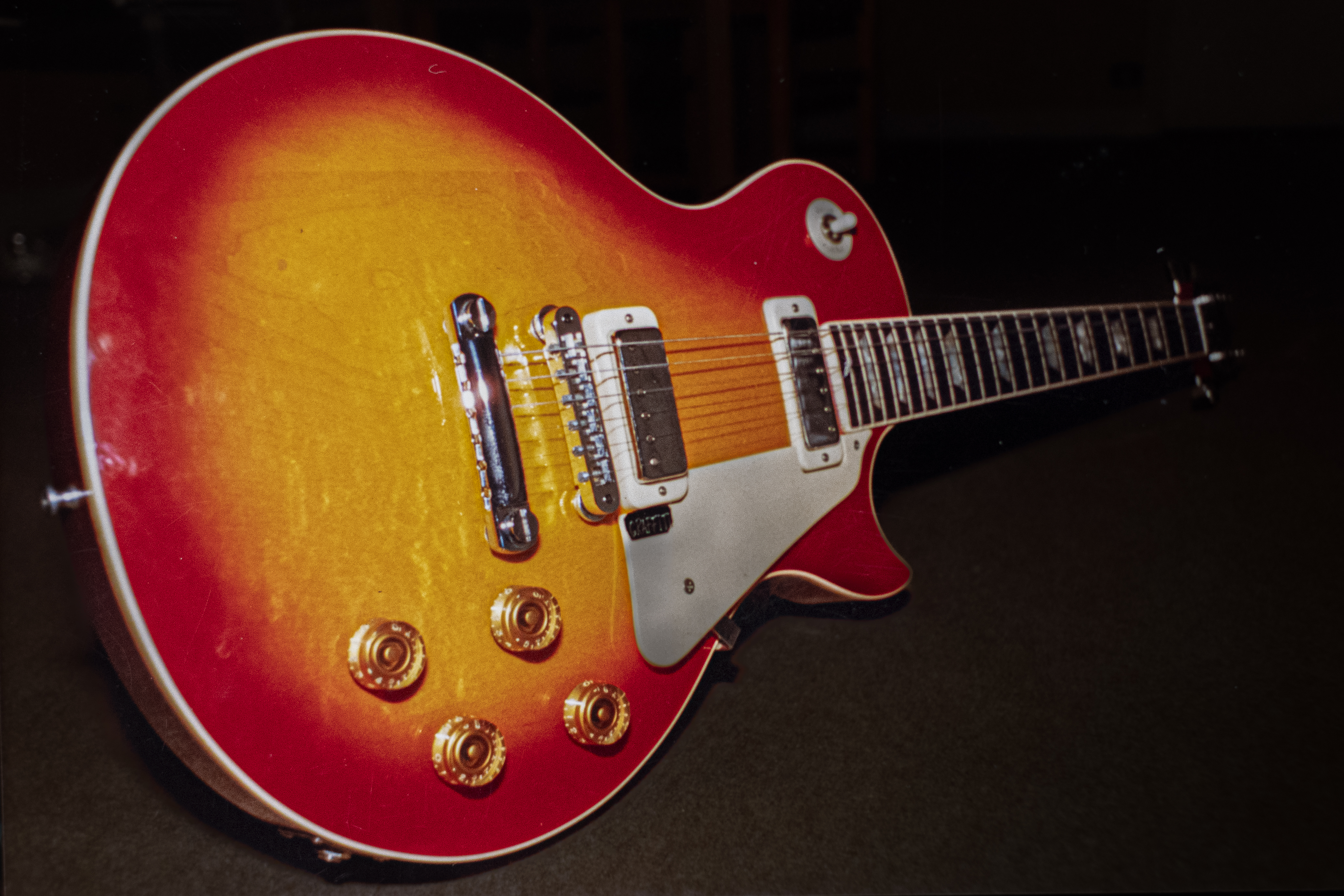
Gibson Les Paul Deluxe Sunburst 1978

DeluxeDe la fin de 1968 à 1984, en finition couleur Sunburst, goldtop ou naturelle, les Deluxe sont équipées de mini-humbuckers, issus du rachat par Gibson de la firme concurrente Epiphone, qui possédait un lot inexploité de micros de ce type. Ces micros double bobinage au format réduit, logent dans des emplacements de type P-90 à l'aide d'un contour en plastique. Sur les guitares, construites entre 1968 et fin 1976, le corps est de type « sandwich », composé de deux épaisseurs d'acajou, intercalé d'une feuille d'érable, construction plus économique que les corps en une pièce. D'après Gibson, cela procure aussi un sustain plus important. Le corps est évidé à certains endroits afin d'alléger la guitare et de renforcer le sustain. À partir de 1977, les autres item de la production ont un corps en acajou d'une seule pièce. Le manche est en acajou ou originellement en érable, parfois jusqu'à trois pièces, apportant de la brillance. Jusqu'à la fin des années 1970, le dos de la tête est gravé "Gibson Deluxe" au-dessus du numéro de série. Ces guitares ont longtemps été boudées par les guitaristes. Ce n'est plus le cas aujourd'hui, elles sont très appréciées en particulier pour leurs excellents « mini humbuckers » et les modèles d'époque sont maintenant recherchés, atteignant des cotes élevées. Une réédition en gold top a vu le jour en 2006, cependant, en 2005, la Deluxe est réintroduite avec plus de popularité en raison de son association avec Pete Townshend et Thin Lizzy.
StudioÀ partir de 1983, ce modèle, très prisé, est en quelque sorte une déclinaison économique de la gamme. Pas de filets (binding) bordant la touche ou le corps, les bois sont moins décoratifs et le logo sur la tête est sérigraphié. La Studio est une guitare d’excellente qualité et existe en de très nombreuses finitions. C'est une des guitares spécifiques de la marque.
ClassicÀ partir de 1990, de nombreux modèles Classic avec des spécificités particulières sont produits, soit en reprenant des caractéristiques des guitares Classic 1960 (notamment le manche au profil plus fin), soit en misant sur la beauté des bois d'érable des tables, Classic Plus, Classic Premium Plus, Classic Birdseyes, Classic Antique et Classic Premium Birdseyes. Ces guitares sont munies de micros de type humbucker sans capot, dont l'aimant en céramique procure un niveau de sortie plus élevé.
Gibson Robot GuitarLe 7 décembre 2007, Gibson sort la première guitare à accordage automatique, modèle Les Paul en édition limitée à 4 000 exemplaires. Première guitare qui s'accorde toute seule grâce à un procédé robotisé novateur. Ce système appelé « G Force » est monté en série sur la collection 2015. Considéré comme un gadget inutile et coûteux par la plupart des clients, le système est cependant rapidement abandonné et n'équipe plus que quelques modèles à partir de 2018
« Signature »Depuis la Les Paul Jimmy Page signature, de nombreux artistes mondialement connus ont ajouté leur pierre au monument Gibson en créant leur modèle appelé « signature », en vente à des prix souvent rédhibitoires. Parmi ceux-là, on compte Eric Clapton (30 000 $ pour le modèle signé par lui-même), Jimmy Page (11 200 $), Billy Morrison, Ace Frehley, Slash, Joe Bonamassa, Lou Pallo, Chad Kroeger, Don Felder, Marc Bolan, Alex Lifeson, Steve Jones, Billie Joe Armstrong, Mick Jones (Foreigner), Warren Haynes, Gary Moore, Billy Gibbons, Paul Landers, ou encore des icônes du heavy metal, telles que Randy Rhoads avec sa Les Paul crème équipée de micros Superbrucker '74, que Buckethead avec sa Les Paul plus grande de couleur Arctic White ou que Zakk Wylde avec sa Les Paul custom au motif Bullseye peint sur la table (cercles blancs et noirs) équipée de micros EMG 85 (manche) et 81 (chevalet).
Supreme
Ce modèle de haut de gamme concentre les ornements décoratifs de la marque : binding multiple sur les faces avant arrière de la caisse, autour de la tête et le long du manche, table et dos galbés en érable ondé « bookmatchés », touche en ébène (puis en Richlite depuis 2012) ; nacre et abalone pour toutes les incrustations (touche, logo, symbole « Supreme »), cache truss rod en cuivre doré gravé, accastillage doré et frettes spécifiques dorées, micros humbucker alnico V dorés, etc. Le corps en acajou est creusé (version dit "chambered") en vue d'alléger la guitare compte tenu du dos en érable supplémentaire).

Quelques variantes
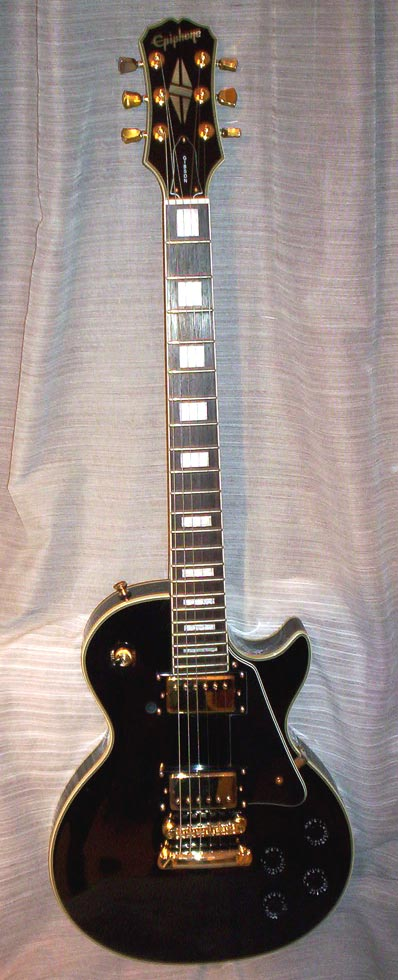
Epiphone LP Custom.
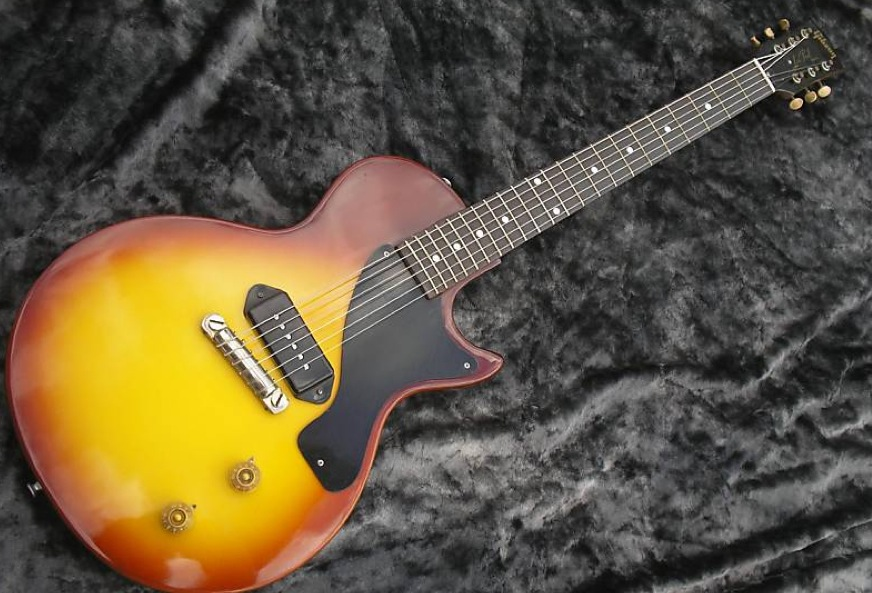
Les Paul Junior.
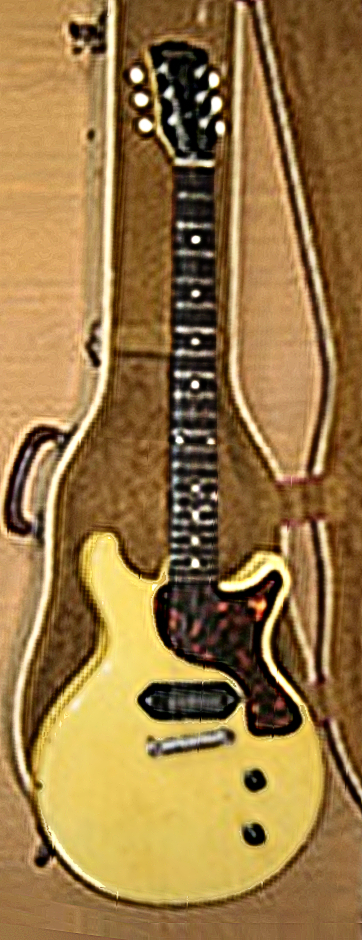
Les Paul TV 1959
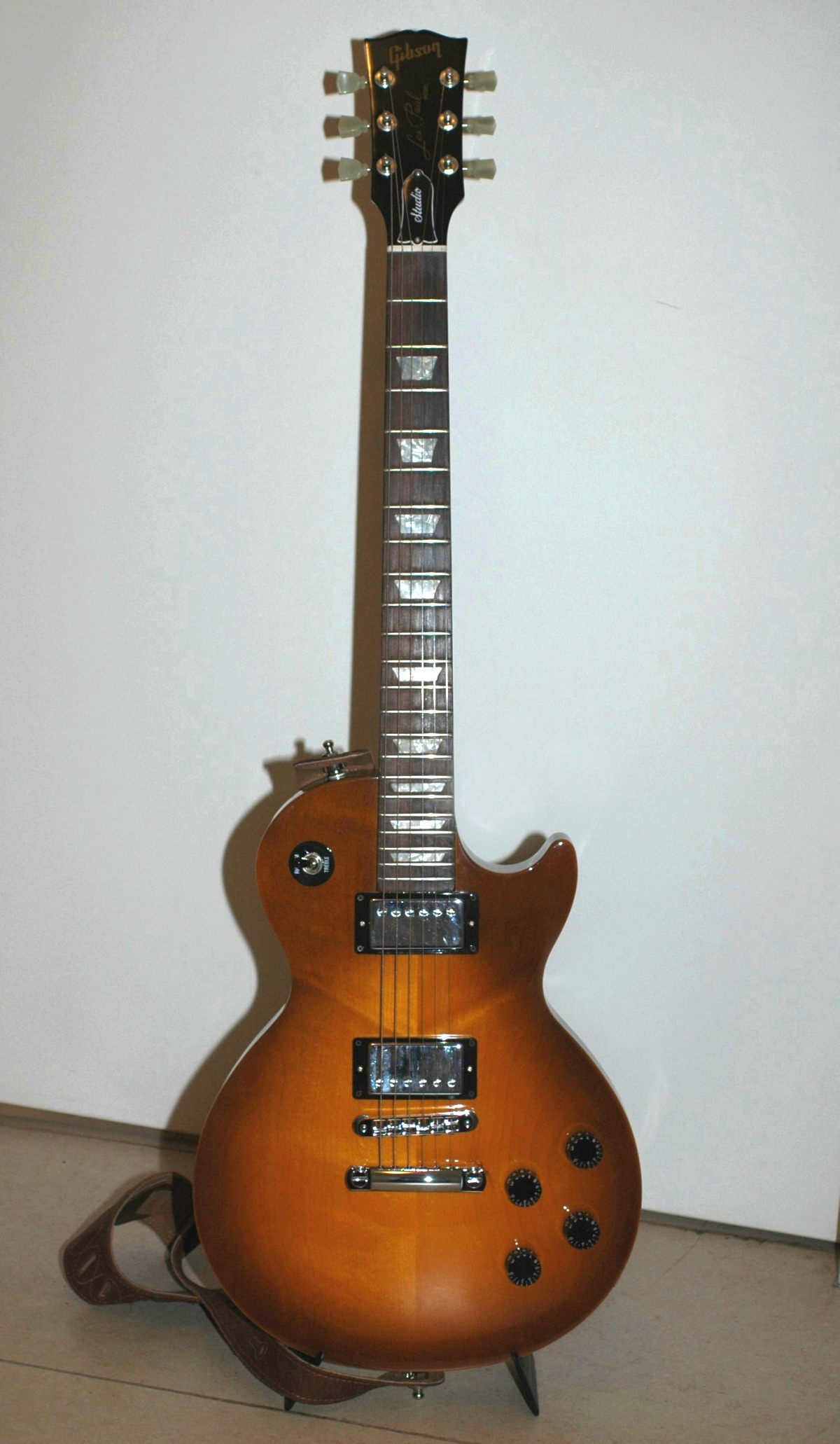
Les Paul Studio.
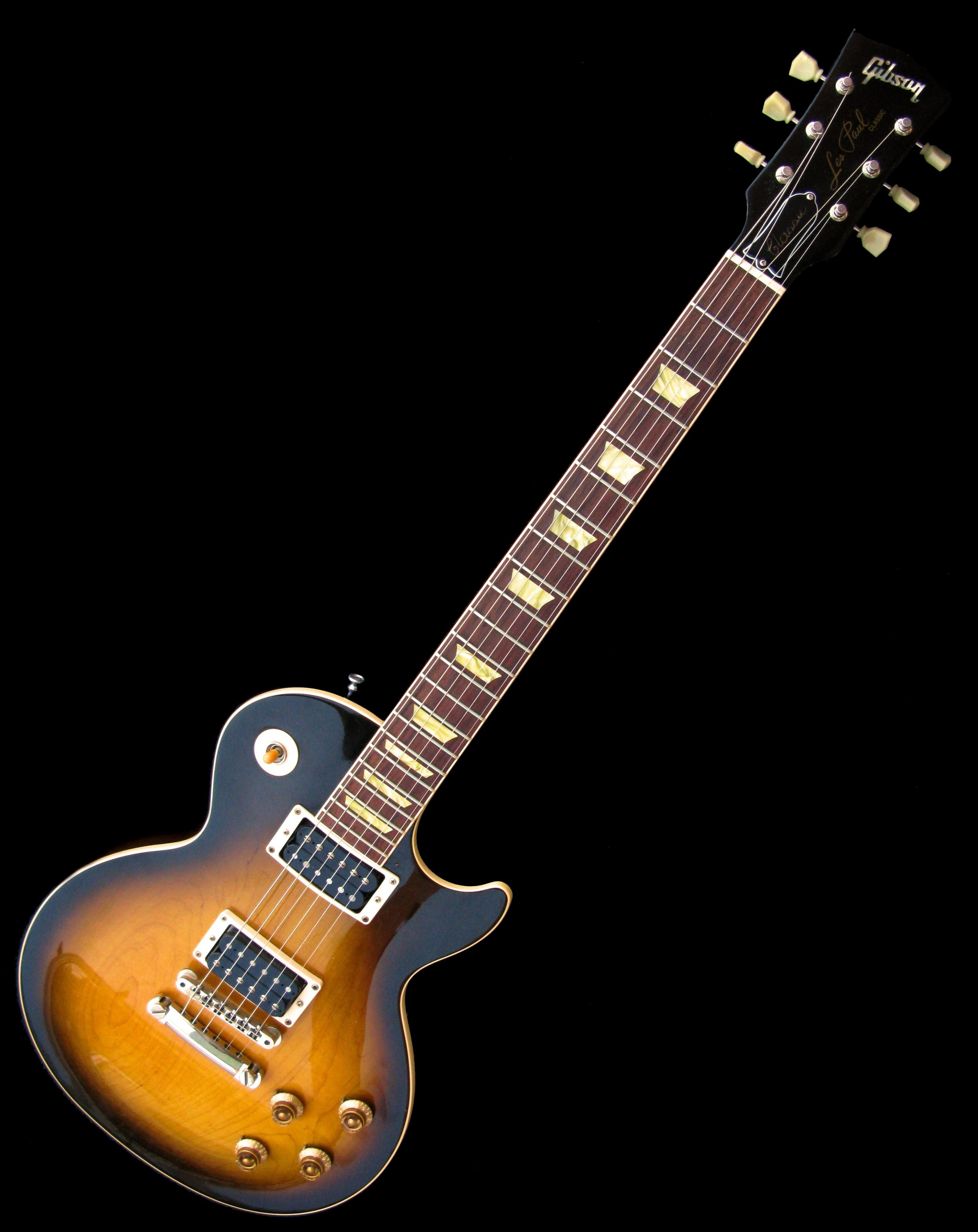
Les Paul Classic.
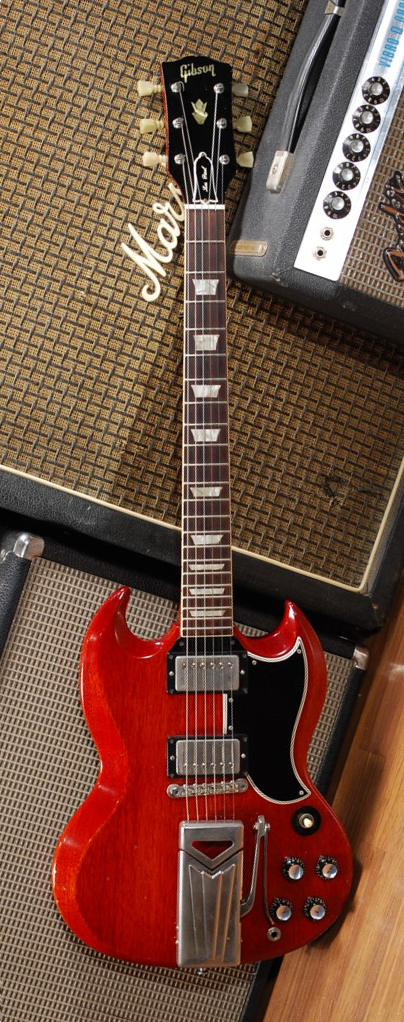
Les Paul SG 1962

## Quelques modèles rares

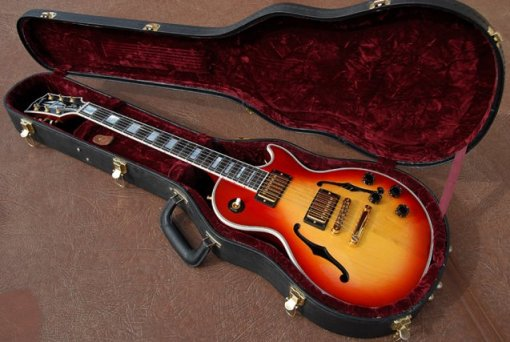
Les Paul Custom Florentine

PersonalDe 1969 à 1973, la Personal est basée sur le modèle personnel utilisé par Les Paul lui-même. Une guitare un peu étrange, dont le corps est plus imposant que le modèle Les Paul habituel, avec deux gros micros basse impédance disposés en biais sur la table et une électronique sophistiquée. Ce modèle inclut un câblage pour brancher un micro de chant près du switch des micros, permettant de se déplacer tout en chantant. Cette guitare est produite à très peu d'exemplaires, 144 entre 1971 et 1972, deux en 1973. On ne connaît pas la quantité produite en 1969 et 1970.
ProfessionalDe 1969 à  1971, ce modèle est directement dérivé de la Personal, mais sans prise micro et d'une finition un peu plus simple.
RecordingDe 1971 à 1979, la Recording a été développée pour être utilisée essentiellement en studio. Une guitare tout aussi complexe que la Personal sinon plus et finalement impopulaire et très peu appréciée par les guitaristes de studio. Comme la Personal et la Professional, son corps est tout en acajou. Un peu plus de 5 000 exemplaires produits à l'usine de Kalamazoo et on ignore la production de l'usine de Nashville mais la quantité est très faible par rapport à la production de masse des modèles courants. Il est un des modèles Les Paul les plus chers en 1972.
The Les PaulDe 1976 à 1979, The Les Paul, modèle qui contient l'article « The » dans sa dénomination, est produit en très petite quantité, une soixantaine d'exemplaires luxueux, réalisés dans des bois sélectionnés, un exercice de style du luthier Dick Schneider pour le compte de Gibson.
The PaulModèle économique, ancêtre de la Studio, il y en a deux modèles originaux et un modèle tardif. The Paul Standard de 1978 à 1982 et The Paul Firebrand Deluxe de 1980 à 1986. La première est en noyer pour le corps et le manche et la touche est en ébène noir. Les micros sont des T-Top. La seconde avec les mêmes micros possède un corps et un manche en acajou, ce qui lui apporte plus de durabilité. De 1996 à 1998, sortit la The Paul II qui a un corps trois pièces en acajou et une touche en palissandre.
ArtisanDe 1976 à 1979, l'Artisan est produite à seulement 2 220 exemplaires. Richement décorée, elle a la particularité de posséder trois micros humbuckers. Une seconde version avec deux humbuckers est produite entre 1979 et 1982.
Artist ou Les Paul ActiveDe 1979 à 1981, l'Artist est produite en très petite quantité. 234 modèles en 1979. On ne connaît pas la quantité produite en 1980 et 1981. Au total, pas plus de 500 exemplaires sont fabriqués. Avec une électronique complexe issue de Moog et fournie par Norlin Inc., cette guitare offre une palette de sonorités très étendue.
Les Paul SignatureDe 1974 à 1978. Malgré son nom, la conception de cette guitare s'apparente plus à une Gibson ES-335. Elle est proposée en finition Goldtop, et comporte deux micros à basse impédance
Les Paul Custom FlorentineProduite de 1995 à 1999 par le Custom Shop Gibson. Touche ébène, block inlays, manche assez fin au profil proche du profil 60's. Deux micros classic '57. Sustain amélioré par le corps creusé semi hollowbody avec des ouïes et une poutre centrale. Table érable plain top.
Les Paul Custom Florentine PlusProduite de 1995 à 1999 par le Custom Shop. Mêmes caractéristiques que la Florentine, mais table en érable flamé.
Les Paul JumboLa Les Paul Jumbo est une guitare électro-acoustique munie d'un micro basse impédance qui est produite en 1970 et n'a rien d'autre en commun avec les autres modèles que le nom de Les Paul.

## Les guitaristes et la Les Paul

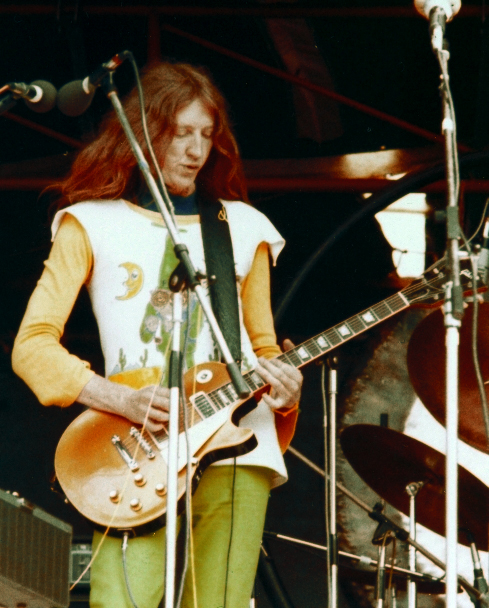
Daevid Allen joue une Les Paul Deluxe.

Nombreux sont les guitaristes de renom qui ont utilisé (ou utilisent) une guitare Les Paul. Il est difficile de n'en citer que quelques-uns, si illustres soient-ils. Selon les goûts de chacun, tel ou tel artiste a une importance différente, de telle sorte qu'afin de faire preuve d'impartialité, le mieux semble de n'en citer aucun.
Cependant, la guitare Gibson Les Paul a fait une apparition assez originale, dans l'anime K-ON!, où l'un des personnages principaux Yui Hirasawa, la guitariste du groupe, utilise une Gibson Les Paul Heritage Cherry Sunburst, qu'elle surnomme très régulièrement « Guitah » (ou « Magui » en VF). Dans l'anime Bocchi the Rock!, une autre guitariste étant le personnage principal nommée Hitori « Bocchi » Gotôh, utilise également une guitare Gibson Les Paul, une Custom 1968 Reissue qu'elle a empruntée à son père pour apprendre à en jouer, intégrer un groupe et passer d'une associable sans ami à une rockstar adulée de tous. Cependant, après avoir cassé les cordes de sa Les Paul Custom lors de son concert au festival de son lycée avec les Attaches (Kessoku Band en VO), elle passera à une Yamaha Pacifica noire.